# Alois af Liechtenstein
Arveprins Alois af og til Liechtenstein (født 11. juni 1968 i Zürich) er arveprins og tronfølger i Fyrstendømmet Liechtenstein. 
Arveprins Alois er den ældste søn af Fyrst Hans Adam 2. og fyrstinde Marie af Liechtenstein. Han blev tronfølger ved sin fars tronbestigelse i 1989. Siden 2004 har han som prinsregent (tysk: Stellvertreter des Fürsten) varetaget regeringen i fyrstendømmet på vegne af sin far.
Han er gift med Arveprinsesse Sophie, med hvem han har fire børn.

## Biografi
Alois blev født den 11. juni 1968 i Zürich i Schweiz som den ældste søn af den daværende Arveprins Hans Adam af Liechtenstein i hans ægteskab med Marie Kinsky von Wchinitz und Tettau.
Prins Alois voksede op på slottet i Vaduz, Liechtensteins hovedstad. Han gik i grundskole og gymnasium i Vaduz. Derefter uddannede han sig til officer i Storbritannien. Han studerede jura ved universitetet i Salzburg. Da faderen blev fyrste i 1989, blev han arveprins.
Siden 1996 bor han igen i Vaduz, hvor han er ansvarlig for den fyrstelige formue. Den 15. august 2004 gjorde Fyrst Hans Adam 2. Alois til prinsregent og overlod ham den daglige regering af fyrstendømmet, idet Hans Adam dog formelt er forblevet statsoverhoved og beholder titlen som fyrste.

## Ægteskab og børn
Den 3. juli 1993 giftede han sig i St. Florinskirken i Vaduz i Liechtenstein med hertuginde Sophie af Bayern, datter af Prins Max Emanuel og Prinsesse Elizabeth af Bayern. De har fire børn:
- Prins Joseph Wenzel, født 24. maj 1995 i London
- Prinsesse Marie Caroline, født  17. oktober 1996 i Grabs i Kanton Sankt Gallen
- Prins Georg, født  20. april 1999 født i Grabs
- Prins Nikolaus, født 6. december 2000 i Grabs

## Eksterne links
- S.D. Erbprinz Alois Arkiveret 14. april 2017 hos  Wayback Machine på Det Liechtensteinske Fyrstehus' hjemmeside